# Faurea arborea
Faurea arborea är en tvåhjärtbladig växtart som beskrevs av Adolf Engler. Faurea arborea ingår i släktet Faurea och familjen Proteaceae. Inga underarter finns listade i Catalogue of Life.